# Nash Advanced Six
La Advanced Six è un'autovettura prodotta dalla Nash Motors dal 1925 al 1929 e nel 1935.

## Storia

### 1925 - 1929
Il telaio aveva un passo di 3.073 mm o 3.226 mm. Il modello aveva installato un motore a sei cilindri in linea da 4.079 cm³ di cilindrata avente un alesaggio di 82,6 mm e una corsa di 127 mm, che erogava 60 CV di potenza. La frizione era monodisco a secco, mentre il cambio era a tre rapporti. La trazione era posteriore. I freni erano meccanici sulle quattro ruote.
Nel 1926 la linea della carrozzeria fu resa meno squadrata. Nell'occasione, la cilindrata del motore crebbe a 4.562 cm³ (alesaggio/corsa 87,3 mm e 127 mm) mantenendo la stessa potenza erogata. L'anno successivo quest'ultima aumentò 69 CV con la cilindrata che rimase inalterata. Nel 1928 la potenza aumentò nuovamente raggiungendo i 70 CV. Nel 1929 la linea fu aggiornata. Nell'occasione, la potenza crebbe a 78 CV e il passo del telaio raggiunse i 3.302 mm.
Il modello uscì di produzione nel 1930 venendo sostituito dalla Twin Ignition Eight e dalla Twin Ignition Six.

### 1935

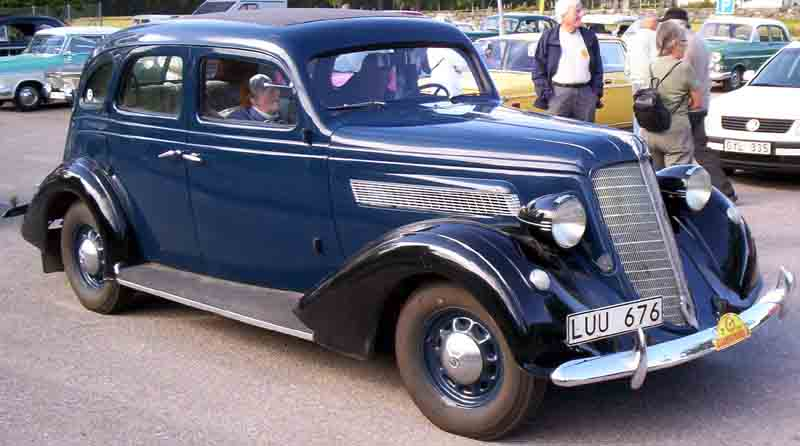
Nash Advanced Six del 1935

Nel 1935 la Advanced Six fu reintrodotta. Rispetto all'omonimo modello precedente, la nuova Advanced Six era completamente differente. Era dotata di un motore a sei cilindri in linea da 3.848 cm³ di cilindrata (alesaggio/corsa 85,7 mm e 111,1 mm) e da 88 CV di potenza. I freni erano idraulici sulle quattro ruote.
La nuova Advanced Six era disponibile in versione berlina due e quattro porte e aveva un passo di 3.048 mm.